# توماس أنطونيو سانشيز
توماس أنطونيو سانشيز (بالإسبانية: Tomás Antonio Sánchez)‏ هو مؤرخ وكاتب إسباني، ولد في 1723 في كومايلاس في إسبانيا، وتوفي في 1802 في مدريد في إسبانيا.